# Mildred Scheel

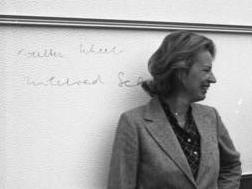
Mildred Scheel (1978)

Mildred Anna Maria Therese Scheel (* 31. Dezember 1931 als Mildred Wirtz in Köln; † 13. Mai 1985 ebenda) war eine deutsche Ärztin und Gründerin der Deutschen Krebshilfe. Durch ihr soziales und gemeinnütziges Engagement in der Zeit als Ehefrau des Bundespräsidenten der Bundesrepublik Deutschland, Walter Scheel, wurde sie zu einer der bekanntesten deutschen Frauen im Nachkriegsdeutschland und genoss international hohes Ansehen.

## Leben und Wirken
Mildred Scheel war das dritte Kind des Röntgenarztes Hubert Wirtz und seiner US-amerikanischen Ehefrau Anna Elsie Wirtz, geborene Brown. Schon als Kind war sie sehr an Medizin interessiert und begleitete ihren Vater häufig in seine Praxis. Die Familie verließ 1944 das zerbombte Köln und ging nach Amberg.
Nach dem Abitur 1950 in Amberg studierte sie Medizin in München, Innsbruck und Regensburg. Ihr Staatsexamen legte sie in München ab und trat dann dort eine Stelle als Medizinalassistentin mit der Fachrichtung Radiologie an. Anschließend arbeitete sie in verschiedenen Krankenhäusern und als Vertretung in Arztpraxen. 1963 wurde ihre Tochter Cornelia geboren, die aus einer Beziehung zu dem Filmregisseur Robert Adolf Stemmle hervorging und die sie zunächst alleine aufzog. 

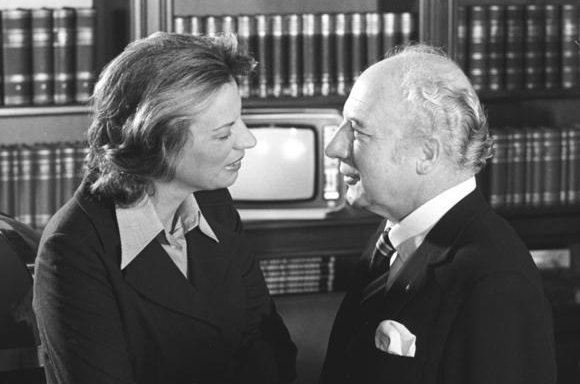
Mildred und Walter Scheel (1976)

1967 lernte Mildred Scheel in einem Sanatorium, in dem sie zu dieser Zeit arbeitete, ihren späteren Ehemann, den Solinger FDP-Politiker Walter Scheel, kennen. Er erholte sich hier von einer Nieren-Operation. Am 18. Juli 1969 heirateten die beiden in München-Schwabing und zogen bald darauf nach Bonn – Walter Scheel wurde im Oktober desselben Jahres Außenminister der Bundesrepublik Deutschland. Das Paar bekam eine gemeinsame Tochter und adoptierte das Waisenkind Simon-Martin aus Bolivien.

### Das öffentliche Leben
Mit der Wahl von Walter Scheel zum Bundespräsidenten am 15. Mai 1974 begann für Mildred Scheel das öffentliche Leben mit Aufgaben und Pflichten. Entsprechend der Tradition von Elly Heuss-Knapp und Wilhelmine Lübke wählte die Ärztin Mildred Scheel eine soziale und gesundheitspolitische Aufgabe: die Bekämpfung von Krebserkrankungen. „Dies kann um so besser nur gelingen, wenn sich alle Bürger solidarisch zeigen“, erklärte Scheel bei der Ankündigung ihres Vorhabens. Am 25. September 1974 gründete sie die Deutsche Krebshilfe. Sie engagierte sich mit großem Einsatz für die Krebshilfe: Selbst auf Staatsbesuchen sammelte sie Spenden für den Verein.

### Das Lebenswerk
Mit der Gründung der Deutschen Krebshilfe 1974 wurde der Grundstein für das gemeinnützige Lebenswerk von Mildred Scheel gelegt. Ihre Organisation verzichtete von Anfang an auf die Entgegennahme von Steuergeldern wie auch auf Spenden der Pharmaindustrie. „Wir müssen absolut unabhängig sein von Politik und Wirtschaftsinteressen, sondern nur den Menschen und deren Gesundheit verpflichtet bleiben“, war ein Credo.
Mildred Scheel hat das Tabu gebrochen, offen und frei über Krebs im Allgemeinen sowie über Unterleibs- und Prostatakrebs im Besonderen zu sprechen.
Kurz nach der Gründung war es Mildred Scheel gelungen, die Ärzteschaft für eine Zusammenarbeit zu gewinnen. Sie initiierte die ersten wissenschaftlichen Ärztetagungen mit Krebsexperten aus Europa, den USA und Asien. 
Zehn Jahre nach Gründung der Deutschen Krebshilfe wurde bei Mildred Scheel selbst eine Darmkrebserkrankung diagnostiziert, an der sie 1985 verstarb. Das Ehrengrab Mildred Scheels befindet sich auf dem Alten Friedhof in Bonn.

### Objekt künstlerischen Interesses
Mildred Scheel wurde Objekt künstlerischer Darstellung.
- Andy Warhol schuf eine Farbseriegrafie mit ihrem Porträt.
- Der Bildhauer Kurt Arentz gestaltete eine Bronze-Büste (Sammlung Deutsche Krebshilfe, Bonn).
- Hermann Schardt, Professor an der Folkwangschule Essen, entwarf eine Medaille mit dem Porträt Mildred Scheels.
- Sabina Grzimek schuf die Bronzeplastik Skulptur von Dr. Mildred Scheel für das Nationale Centrum für Tumorerkrankungen (NCT) Heidelberg (Höhe 2,40 m; die Aufstellung erfolgte am 12. Mai 2010)

### Ehrungen und Auszeichnungen

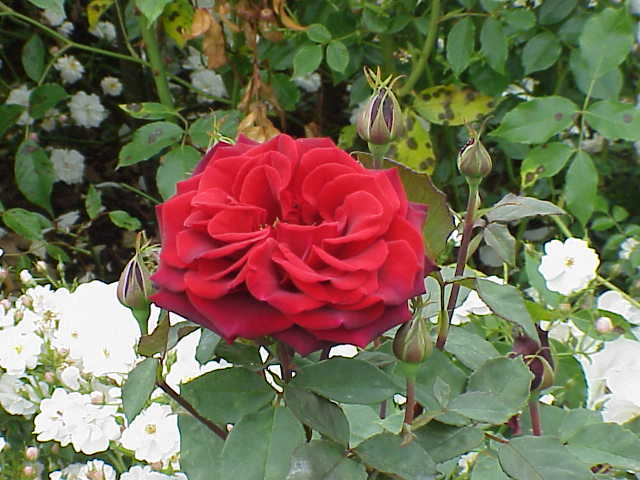
Rose „Mildred Scheel“, M. Tantau jun., 1976

Zu den Ehrungen von Mildred Scheel gehören über 20 Staatsorden. Sie erhielt 1976 den deutschen Medienpreis Bambi. In den Jahren 1977, 1978 und 1979 wurde sie zur Frau des Jahres gewählt. Nach ihr wurden in Dresden das Mildred-Scheel-Haus und die Mildred-Scheel-Straße benannt. Eine Mildred-Scheel-Straße gibt es ebenso in Bonn. Eine Berufsschule in Solingen, eine Berufsschule in Böblingen und eine Realschule in Neuss wurden ebenfalls nach ihr benannt. Die Universität Maryland verlieh ihr 1980 die Ehrendoktorwürde.
Nach Mildred Scheel wurde 1976 eine Rosensorte benannt.

## Vermächtnis und Erfolg
Mildred Scheel baute die Deutsche Krebshilfe mit Hilfe der privaten Spender auf. Seither sind verschiedene Institutionen mit ihrem Namen verbunden. Dazu gehören die Mildred Scheel Stiftung für Krebsforschung (Bonn 1976), die international wirkende Mildred Scheel Cancer Conference (1977) oder der Förderverein Mildred Scheel Kreis e. V. (Bonn 1977). Den Vorsitz des Fördervereins führt seit Dezember 2017 Cornelia Scheel.
Im Jahr 1983 gründete die Deutsche Krebshilfe mit der Klinik für Chirurgie am Universitätsklinikum Köln Deutschlands erste Palliativstation. Es folgte 1992 auf dem Campus der Uniklinik das Dr. Mildred Scheel-Haus sowie 1993 die Dr. Mildred Scheel Akademie für Forschung und Bildung in Köln.
Seit 2013 bietet die Mildred-Scheel-Akademie Göttingen (eine von fünf aus Spendengeldern der Deutschen Krebshilfe geförderten Akademien für Palliativmedizin in Deutschland) Ausbildungsmöglichkeiten durch qualifizierte Referenten an.
Zum 40. Jubiläum der Gründung der Deutschen Krebshilfe würdigte Krebshilfe-Präsident Fritz Pleitgen die Leistungen Mildred Scheels in Berlin.

## Widersprüchliches Geburtsdatum

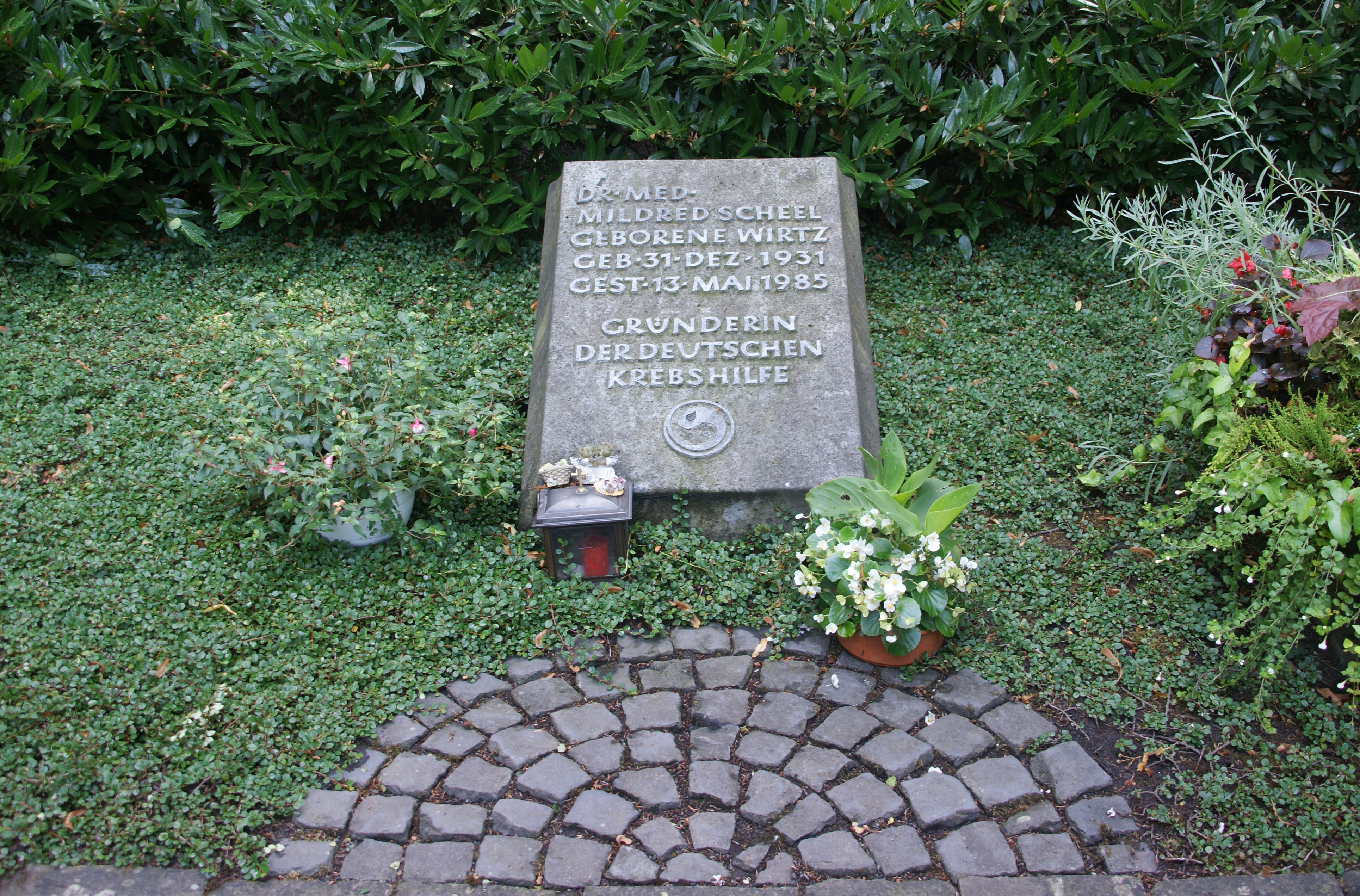
Grabstätte auf dem Bonner Alten Friedhof

Als ihr Geburtsjahr wird in der Mehrzahl der Publikationen 1932 angegeben. Korrekt ist die Angabe auf ihrem Grabstein „DR· MED· / MILDRED SCHEEL / GEBORENE WIRTZ / GEB· 31· DEZ· 1931 / […]“. Ihre Tochter Cornelia Scheel erklärte die Verwirrung mit einem Irrtum des Standesbeamten aufgrund des gerade erfolgten Jahreswechsels bei der Registrierung der Geburt Anfang Januar 1932. Dieser Irrtum wurde erst im Anschluss an die Volkszählung vom 27. Mai 1970 von einem Beamten bemerkt: „Er fand heraus, dass das Geburtsdokument, versehen mit dem Ausstellungsdatum 04.01.1932, unmöglich die Geburt vom 31.12.1932 verzeichnen konnte. [...]“ Der Standesbeamte habe sich bei der Registrierung der Geburt vertan und statt 1931 schon die neue Jahreszahl 1932 eingetragen. „Fortan fand sich dieses Datum auf allen Papieren und Dokumenten wieder, und meine Mutter sah keinen Grund, daran zu zweifeln. [...] Meine Mutter war also bis zum Sommer 1970 sicher, dass sie zu diesem Zeitpunkt siebenunddreißig war, und sie tat einen Teufel, das jetzt noch richtigzustellen.“

## Postume Würdigung
2008 ehrte die Stadt München postum Scheel durch die Benennung einer Straßenführung in Schwabing-West in Mildred-Scheel-Bogen (Stadtratsbeschluss vom 14. Februar 2008). So wird auch daran erinnert, dass die Ärztin in der bayerischen Landeshauptstadt viele Jahre studiert, gelebt und gearbeitet hat.
In Dresden wurde 2004 die Straße auf dem Gelände des Universitätsklinikums über die Fiedlerstraße hinweg in nördlicher Richtung verlängert. Diese neue Straße erhielt dann den Namen Mildred-Scheel-Straße, der auch auf die bisherige Straße Am Wohnheim übertragen wurde. In dieser Straße befindet sich ebenfalls das Mildred-Scheel-Haus.